# Rząd Bertalana Szemere

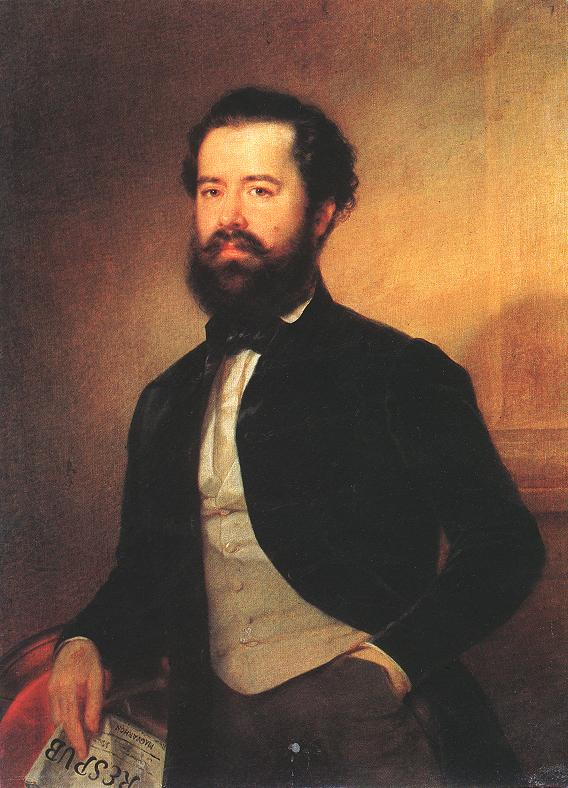
Premier Bertalan Szemere

Rząd Bertalana Szemere – rząd Królestwa Węgier, działający od 2 maja do 11 sierpnia 1849, pod przewodnictwem premiera Bertalana Szemere.
W trakcie powstania węgierskiego, od 22 sierpnia 1848 rządził Komitet Obrony Narodowej. Pod wpływem wiadomości o zwycięstwach, ewakuowany do Debreczyna sejm ogłosił 19 kwietnia niepodległość Węgier, detronizując Habsburgów. W miejsce Komitetu Obrony Narodowej powołano rząd, na czele którego stanął Bertalan Szemere, głową państwa – prezydentem został Lajos Kossuth, ministrem obrony narodowej gen. Artur von Görgey.
Rząd upadł wraz z upadkiem powstania węgierskiego.

## Literatura
- Henryk Wereszycki, Historia Austrii, Wrocław 1986, s. 213. ISBN 83-04-01680-X.
- Wacław Felczak, Historia Węgier, Wrocław 1983, ISBN 83-04-01028-3.